# Чемпіонат СРСР з хокею із шайбою 1968—1969
23-й чемпіонат СРСР з хокею із шайбою проходив з 15 вересня 1968 року по 27 квітня 1969 року. У змаганні брали участь дванадцять команд. Переможцем став клуб «Спартак» Москва. Найкращий снайпер — Олександр Якушев (50 закинутих шайб).

## Клас А

### Попередній раунд
| М  | Команда                    | І  | В  | Н | П  | Ш      | О  |
| -- | -------------------------- | -- | -- | - | -- | ------ | -- |
| 1  | ЦСКА                       | 22 | 18 | 1 | 3  | 142-57 | 37 |
| 2  | «Спартак» Москва           | 22 | 16 | 3 | 3  | 112-66 | 35 |
| 3  | «Хімік» Воскресенськ       | 22 | 13 | 1 | 8  | 63-48  | 27 |
| 4  | «Автомобіліст» Свердловськ | 22 | 11 | 3 | 8  | 93-70  | 25 |
| 5  | «Динамо» Москва            | 22 | 9  | 5 | 8  | 90-70  | 23 |
| 6  | «Крила Рад» Москва         | 22 | 10 | 3 | 9  | 82-83  | 23 |
| 7  | «Локомотив» Москва         | 22 | 10 | 2 | 10 | 73-79  | 22 |
| 8  | СКА Ленінград              | 22 | 9  | 3 | 10 | 69-85  | 21 |
| 9  | «Торпедо» Горький          | 22 | 9  | 2 | 11 | 63-74  | 20 |
| 10 | «Динамо» Київ              | 22 | 7  | 2 | 13 | 74-104 | 16 |
| 11 | «Трактор» Челябінськ       | 22 | 4  | 0 | 18 | 48-116 | 8  |
| 12 | «Сибір» Новосибірськ       | 22 | 2  | 3 | 17 | 46-103 | 7  |

## Турнір за 1— 6 місця
| М | Команда                    | І  | В  | Н | П  | Ш       | О  |
| - | -------------------------- | -- | -- | - | -- | ------- | -- |
|   | «Спартак» Москва           | 30 | 23 | 2 | 5  | 150-91  | 48 |
|   | ЦСКА                       | 30 | 22 | 1 | 7  | 171-79  | 45 |
|   | «Динамо» Москва            | 30 | 16 | 3 | 11 | 118-109 | 35 |
| 4 | «Хімік» Воскресенськ       | 30 | 11 | 0 | 19 | 87-110  | 22 |
| 5 | «Автомобіліст» Свердловськ | 30 | 9  | 2 | 19 | 99-144  | 20 |
| 6 | «Крила Рад» Москва         | 30 | 3  | 4 | 23 | 89-181  | 10 |

## Найкращі снайпери
1. Олександр Якушев («Спартак» М) — 50 шайб.
2. В'ячеслав Старшинов («Спартак» М) — 40.
3. Валерій Харламов (ЦСКА) — 37.
4. Борис Михайлов (ЦСКА) — 36.
5. Анатолій Фірсов (ЦСКА) — 28.
6. Володимир Петров (ЦСКА) — 27
7. Валерій Чекалкін («Автомобіліст») — 27
8. Олександр Мальцев («Динамо» М) — 26
9. Володимир Расько («Крила Рад») — 26
10. Володимир Юрзінов («Динамо» М) — 24

## Символічна збірна
- Воротар:  Віктор Зінгер («Спартак» М)
- Захисники: Олександр Рагулін (ЦСКА) — Віталій Давидов («Динамо» Москва)
- Нападники: В'ячеслав Старшинов («Спартак») — Анатолій Фірсов (ЦСКА) — Борис Михайлов (ЦСКА)

## Список 34-х
| Позиція              | Гравці |
| -------------------- | --- |
| Воротарі             | Віктор Зінгер («Спартак»), Віктор Пучков («Автомобіліст»), Микола Толстиков (ЦСКА)                                                                     |
| Праві захисники      | Олександр Рагулін, Віктор Кузькін (ЦСКА), Олександр Сапелкін («Хімік»), Олексій Макаров, Володимир Мигунько («Спартак»), Валерій Васильєв («Динамо» М) |
| Ліві захисники       | Віталій Давидов («Динамо» М), Євген Паладьєв, Валерій Кузьмін («Спартак»), Ігор Ромішевський, Володимир Лутченко, Володимир Брежнєв (ЦСКА)             |
| Праві нападники      | Борис Михайлов, Володимир Вікулов, Юрій Мойсеєв (ЦСКА), Євген Зимін, Олександр Якушев («Спартак»), Ігор Самочорнов, Олександр Сакеєв («Динамо» М)      |
| Центральні нападники | В'ячеслав Старшинов, Володимир Шадрін («Спартак»), Володимир Петров, Євген Мишаков (ЦСКА), Олександр Мальцев, Володимир Юрзінов («Динамо» М);          |
| Ліві нападники       | Анатолій Фірсов, Валерій Харламов (ЦСКА), Борис Майоров, Олександр Мартинюк («Спартак»), Юрій Репс («Динамо» М), Ігор Григор'єв (СКА)                  |

## Призи та нагороди
| Нагорода                                                                          | Переможець                   |
| --------------------------------------------------------------------------------- | ---------------------------- |
| Приз Федерації хокею СРСР за найкращий результат у 1-2 колі першості              | ЦСКА                         |
| Приз Федерації хокею СРСР за найкращий результат у 3-4 колі першості              | «Динамо» Москва              |
| Приз Федерації хокею СРСР за найкращий результат в 5-6 колі першості              | «Спартак» Москва             |
| Приз Федерації хокею СРСР за перемогу у турнірі за 7-24 місця                     | «Локомотив» Москва           |
| Приз Федерації хокею СРСР за найкращий результат у 1-2 колі турніру за 7-24 місця | «Локомотив» Москва           |
| Приз Федерації хокею СРСР за найкращий результат у 3-4 колі турніру за 7-24 місця | «Локомотив» Москва           |
| Найкращий хокеїст сезону                                                          | Анатолій Фірсов (ЦСКА)       |
| Найбільш результативному гравцю                                                   | Олександр Якушев («Спартак») |
| Кубок прогресу                                                                    | «Автомобіліст»               |

## Турнір за 7— 24 місця
| М  | Команда                     | І  | В  | Н  | П  | Ш       | О   |
| -- | --------------------------- | -- | -- | -- | -- | ------- | --- |
| 7  | «Локомотив» Москва          | 68 | 55 | 5  | 8  | 373-140 | 115 |
| 8  | СКА Ленінград               | 68 | 51 | 4  | 13 | 380-176 | 106 |
| 9  | «Торпедо» Горький           | 68 | 43 | 8  | 17 | 312-194 | 94  |
| 10 | «Трактор» Челябінськ        | 68 | 38 | 7  | 23 | 299-215 | 83  |
| 11 | «Сибір» Новосибірськ        | 68 | 35 | 9  | 24 | 297-246 | 79  |
| 12 | «Динамо» Київ               | 68 | 34 | 11 | 23 | 232-215 | 79  |
| 13 | «Салават Юлаєв» Уфа         | 68 | 34 | 10 | 24 | 237-241 | 78  |
| 14 | «Торпедо» Мінськ            | 68 | 34 | 3  | 31 | 241-276 | 71  |
| 15 | «Енергія» Саратов           | 68 | 27 | 8  | 33 | 204-257 | 62  |
| 16 | Металург (Новокузнецьк)     | 68 | 25 | 12 | 31 | 202-236 | 62  |
| 17 | «Зірка» (Чебаркуль)         | 68 | 27 | 5  | 36 | 254-267 | 59  |
| 18 | «Молот» Перм                | 68 | 22 | 10 | 36 | 202-263 | 54  |
| 19 | «Торпедо» Усть-Каменогорськ | 68 | 22 | 8  | 38 | 227-299 | 52  |
| 20 | СК ім. Урицького Казань     | 68 | 19 | 13 | 36 | 222-268 | 51  |
| 21 | «Дизелист» Пенза            | 68 | 21 | 9  | 38 | 209-290 | 51  |
| 22 | «Кристал» Електросталь      | 68 | 20 | 10 | 38 | 180-257 | 50  |
| 23 | «Восход» Челябінськ         | 68 | 18 | 6  | 44 | 203-325 | 42  |
| 24 | СКА Новосибірськ            | 68 | 16 | 4  | 48 | 165-276 | 36  |

Кращі снайпери:
1. Віктор Циплаков («Локомотив») — 64
2. Олександр Федотов[ru] («Торпедо» Г) — 64
3. Валентин Козін («Локомотив») — 56
4. Олександо Сафронов («Локомотив») — 55
5. Володимир Биков («Салават Юлаєв») — 49
6. Сергій Солодухін[ru] (СКА) — 48
7. Дмитро Копченов (СКА) — 48
8. Юрій Потєхов («Динамо» К) — 48
9. Олег Короленко[ru] («Металург» Нк) — 48
10. Борис Тіхонін («Локомотив») — 46

## «Динамо» (Київ)
За український клуб на першому етапі чемпіонату виступали:
| Воротарі: Микола Кульков, Михайло Лисняк. Захисники: Володимир Альошин, Олексій Богінов, Віктор Мосягін, Анатолій Рябиченко, Борис Нужин. Нападники: Олександр Голембіовський, Юрій Потєхов, Володимир Прокоф'єв, Ігор Тузик, Олександр Шоман, Володимир Клопов, Володимир Сабіров, Євген Кухарж, Віктор Єрьомін, Володимир Репнєв, Анатолій Ніколаєв. |